# Ruardean
Ruardean är en ort och civil parish i Storbritannien.   Den ligger i grevskapet Gloucestershire och riksdelen England, i den södra delen av landet, 170 km väster om huvudstaden London. Ruardean ligger 217 meter över havet och antalet invånare är 1 999.
Terrängen runt Ruardean är platt västerut, men österut är den kuperad. Ruardean ligger uppe på en höjd. Runt Ruardean är det ganska tätbefolkat, med 129 invånare per kvadratkilometer. Närmaste större samhälle är Cinderford, 4,9 km sydost om Ruardean. Trakten runt Ruardean består i huvudsak av gräsmarker.